# الجامعة الجنوبية
الجامعة الجنوبية (بالإنجليزية: Southern University)‏ وتُختصر إلى SU هي جامعة عامة تاريخية للسود في باتون روج، لويزيانا وهي أكبر كلية أو جامعة سوداء تاريخيًا (HBCU) في لويزيانا، وهي مدرسة عضو في مؤسسة جامعة ثورغود مارشال، والمؤسسة الرئيسية لنظام الجامعة الجنوبية. يشمل حرمها الجامعي 512 فدانًا، مع محطة تجريبية زراعية على موقع إضافي مساحته 372 فدانًا، على بعد خمسة أميال شمال الحرم الجامعي الرئيسي في سكوت بلاف المطل على نهر المسيسيبي في الجزء الشمالي من باتون روج.
تُعرف فرق ألعاب القوى بين الكليات الـ 13 التابعة للجامعة الجنوبية باسم جاكوار (Jaguars)، وهي أعضاء في مؤتمر الجنوب الغربي لألعاب القوى (SWAC) في القسم الأول من الرابطة الوطنية لرياضة الجامعات. هيومان جوكبوكس هي فرقة مسيرة جماعية معروفة تمثل الجامعة منذ عام 1947.

## التاريخ

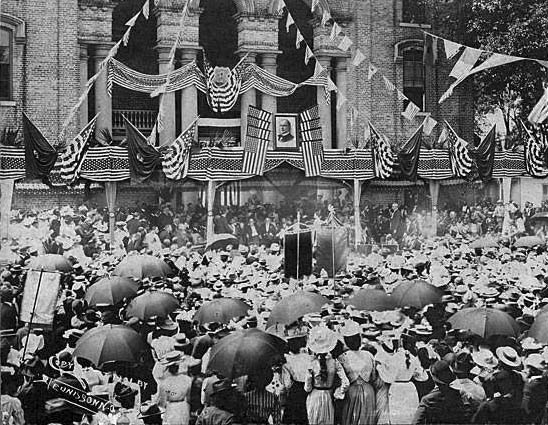
الرئيس ويليام ماكينلي يتحدث في الجامعة الجنوبية في نيو أورلينز، 1901.

في المؤتمر الدستوري لولاية لويزيانا لعام 1879، اقترح القادة السياسيون الأمريكيون من أصل أفريقي تأسيس مؤسسة للتعليم العالي «لتعليم الأشخاص الملونين». كانت لويزيانا قبل الحرب الأهلية الأمريكية طبقة راسخة من الملونين الأحرار، والذين كانوا في الغالب مالكي ممتلكات ومتعلمين؛ احتفظوا بهذا التقليد لأطفالهم.
في عام 1880، استأجرت الجمعية العامة في لويزيانا ما كان يسمى آنذاك الجامعة الجنوبية للطلاب الملونين، والتي كانت موجودة في الأصل في نيو أورلينز. فتحت الجامعة أبوابها في 7 مارس 1881 مع 12 طالبًا. أقيمت المدرسة لبعض الوقت في معبد سيناء الإسرائيلي السابق في شارع كاليوب بين شارع سانت تشارلز وشارع المخيم.
في عام 1890، حدد المجلس التشريعي الجامعة باعتبارها كلية منح الأراضي للسود، من أجل الاستمرار في تلبية المتطلبات الفيدرالية بموجب برنامج منح الأراضي لدعم التعليم العالي لجميع الطلاب في الولاية، على الرغم من وجود نظام منفصل. أنشأت قسمًا زراعيًا وميكانيكيًا.
وصف «دليل بيكايون لنيو أورلينز» لعام 1904 الجامعة، ثم في المبنى 5100 من شارع ماغازين في أبتاون نيو أورلينز، بأنها «لتعليم الأشخاص الملونين. التعليم المختلط ساري المفعول هنا. المدرسة ممتازة وتُعطي تعليم شخصي متقدم».
لأسباب مختلفة (بما في ذلك القرب من سكان المناطق الريفية في لويزيانا والضغط من الجيران البيض في منطقة تولين)، انتقلت الجامعة في عام 1914 إلى سكوتلاندفيل، على طول سكوت بلاف التي تواجه نهر المسيسيبي وشمال باتون روج. تم استيعاب هذه المنطقة الآن في العاصمة، وتم تضمينها كوجهة تاريخية لمسار التراث الأمريكي الأفريقي في لويزيانا.
كان أول رئيس لما يعرف الآن بالجامعة الجنوبية في باتون روج هو الدكتور جوزيف صموئيل كلارك. كلارك، زعيم أمريكي من أصل أفريقي من باتون روج. كان قد قاد كلية باتون روج وجمعية المعلمين الملونين في لويزيانا.
في عام 1921 أجاز مؤتمر لويزيانا الدستوري إعادة تنظيم وتوسيع الجامعة الجنوبية؛ نص القانون التشريعي 100 لعام 1922 على إعادة تنظيم المؤسسة تحت سيطرة مجلس الدولة للتعليم. ترأس كلارك الجامعة الجنوبية خلال توسعها الناتج. زاد تسجيل الطلاب من 47 إلى 500، وتم بناء اثنين من المباني المبكرة للمدرسة خلال هذا الوقت.
بدأ نظام مدرسة مختبر الجامعة الجنوبية في العمل في سبتمبر 1922. تم اعتماد مدرسة المختبر لأول مرة من قبل الرابطة الجنوبية للكليات والمدارس في عام 1936 ومنحت أكثر من 5000 شهادة ثانوية منذ إنشائها. ترأسها كلارك حتى تقاعده عام 1938.
تم تعيين نجل كلارك الدكتور فيلتون جرانديسون كلارك رئيسًا في ذلك العام. كان يعمل عميدًا في الجامعة منذ عام 1934. تأسست المدرسة الحكومية للصم والمكفوفين الزنوج هنا في عام 1938، تحت إشراف الجامعة الجنوبية. في عام 1943، زارت السيدة الأولى إليانور روزفلت الجامعة. أنتج فيلتون كلارك المزيد من التوسع في الجامعة: تم تشييد 33 من أصل 114 مبنى حالي خلال 30 عامًا من ولايته. زاد التحاق الطلاب من 500 إلى ما يقرب من 10000 طالب بنهاية فترة ولايته.
في ظل التعليم الحكومي المنفصل، رفضت كلية القانون في جامعة ولاية لويزيانا قبول تشارلز هاتفيلد، وهو خريج جامعي أمريكي من أصل أفريقي رفع دعوى قضائية في عام 1946 للحصول على تعليم مهني في الولاية. أنشأت اتفاقية لويزيانا الخاصة برنامجًا قانونيًا في عام 1947 في الجامعة الجنوبية؛ يُعرف الآن باسم مركز القانون بالجامعة الجنوبية. قام فيلتون كلارك بتوسيع المراكز التابعة للجامعة الجنوبية، حيث أسس الجامعة الجنوبية في نيو أورلينز (1956) والجامعة الجنوبية في شريفبورت (1964). تم دمجهم رسميًا من قبل الهيئة التشريعية في نظام الجامعة الجنوبية في عام 1974.
في عام 1969، تقاعد كلارك وتم اختيار الدكتور ج. ليون نيترفيل خلفًا له. في 16 نوفمبر 1972، في اليوم الثاني من الاحتجاجات حيث جادل الطلاب بإدراجهم في تحديد سياسات الإدارة وقراراتها، تم إطلاق النار على دنفر سميث وليونارد براون أثناء احتجاج خارج القاعة القديمة (الآن متحف الجامعة الجنوبية للفنون). لم يتم حل جرائم القتل مطلقًا، لكن الطلاب قُتلوا بطلقة رصاص، والتي كان نواب العمدة يستخدمونها. كان هذان الطالبان منخرطين مع «الطلاب المتحدون»، وهي مجموعة طلابية ناشطة. ونفى المحافظ ومكتب الشريف أن يكون شعبهما مسؤولاً عن الوفيات. أمر الحاكم إدوين إدواردز بإغلاق الحرم الجامعي مؤقتًا، وقامت القوات بدوريات للحفاظ على السلام.
استمرت المؤسسة في النمو. في عام 1974، أسست جلسة خاصة في المجلس التشريعي لويزيانا نظام الجامعة الجنوبية، برئاسة جيسي إن ستون من شريفبورت. يتكون النظام من الجامعة الجنوبية وكلية إيه آند إم باتون روج (SUBR)؛ الجامعة الجنوبية، نيو أورليانز (SUNO)؛ مركز القانون بالجامعة الجنوبية (SULC)؛ المركز الزراعي بالجامعة الجنوبية (SUAC)؛ والجامعة الجنوبية، شريفبورت، وهي كلية لمدة عامين.
تم تعيين متحف الجامعة الجنوبية للفنون في شريفبورت كوجهة لمسار لويزيانا للتراث الأمريكي الأفريقي.
في عام 1978، قام المجلس التشريعي بدمج المدرسة الجنوبية للصم مع مدرسة لويزيانا للصم، ونقل الطلاب مؤقتًا إلى حرم ماي فلاور الشمالي أثناء بناء الحرم الجامعي الجنوبي الجديد. في عام 1985 دخلوا المباني الجديدة في الجنوب.
بين عامي 1970 و1990، التحقت الجامعة باستمرار بأكثر من 10000 طالب وحصلت على لقب أكبر جامعات وكليات السود التاريخية في البلاد.
بين عامي 2004 و2013، احتلت الجامعة المرتبة الرابعة على مستوى الدولة في البكالوريا والدكتوراه للذكور السود.

## أكاديمية
هناك ست كليات تمنح الدرجات العلمية وكلية حقوق في الحرم الجامعي:
- كلية التربية والآداب والعلوم الإنسانية
- كلية إدارة الأعمال
- كلية العلوم والهندسة
- كلية العلوم الاجتماعية والسلوكية
- كلية العلوم والزراعة
- كلية التمريض والصحة المساندة
- مركز القانون بالجامعة الجنوبية

يعد مركز القانون بالجامعة الجنوبية واحدًا من اثنتين فقط من كليات الحقوق العامة في لويزيانا. تم اعتماد كلية الحقوق من قبل نقابة المحامين الأمريكية وتأسست عام 1947. تضم كلية الحقوق ما يقرب من 700 طالب بدوام كامل وبدوام جزئي وتعمل ككيان مستقل.
الجامعة الجنوبية هي أول مؤسسة في لويزيانا تمنح درجات علمية في الدراسات الخيرية.
في عام 2018، احتل برنامج درجة الماجستير في الاستشارة لإعادة التأهيل التابع للجامعة الجنوبية المرتبة 58 في الدولة وفقًا لتقرير يو إس نيوز آند وورد ريبورت.
في عام 2017، فازت كلية التمريض والصحة بجائزة مدرسة التمريض للعام في لويزيانا التي تمنحها مؤسسة التمريض في لويزيانا للمرة الرابعة. الكلية هي الوحيدة في لويزيانا التي تقدم درجة الدكتوراه في التمريض وهي أكبر منتج للأميركيين الأفارقة الحاصلين على درجة الماجستير في العلوم في التمريض في الدولة.
الجامعة الجنوبية هي جامعة جامعات وكليات السود التاريخية الوحيدة وواحدة من ست جامعات عامة في لويزيانا لديها برنامج هندسي.
الجامعة الجنوبية لديها برامج تدريب ضباط الاحتياط التابعة للجيش والبحرية معترف بها على المستوى الوطني.
كلية دولوريس ريتشارد سبايكس هي كلية انتقائية لا تمنح درجة علمية تم إنشاؤها خصيصًا لتوفير تجربة تعليمية معززة للطلاب الجامعيين ذوي الإنجازات الأكاديمية القوية والقدرة الفكرية. سميت الكلية على اسم خريجة الجامعة الجنوبية والرئيسة الوحيدة للمؤسسة، الدكتورة دولوريس ريتشارد سبايكس.
تم اعتماد الجامعة الجنوبية من قبل الرابطة الجنوبية للكليات والمدارس (SACS).

## حرم الجامعة
تتدفق بحيرة كيرنان عبر مركز الحرم الجامعي ويشكل نهر المسيسيبي حدودها الغربية. منذ عام 1960، تم تشييد مبانٍ تحتوي على أكثر من 2,000,000 قدم مربع من المساحة الأرضية.
تشمل المباني البارزة ما يلي:
- مكتبة جون ب كيد
- مبنى كلية التمريض
- مركز فالدري للأعمال الخيرية
- جناح البحوث الصحية في لي هول

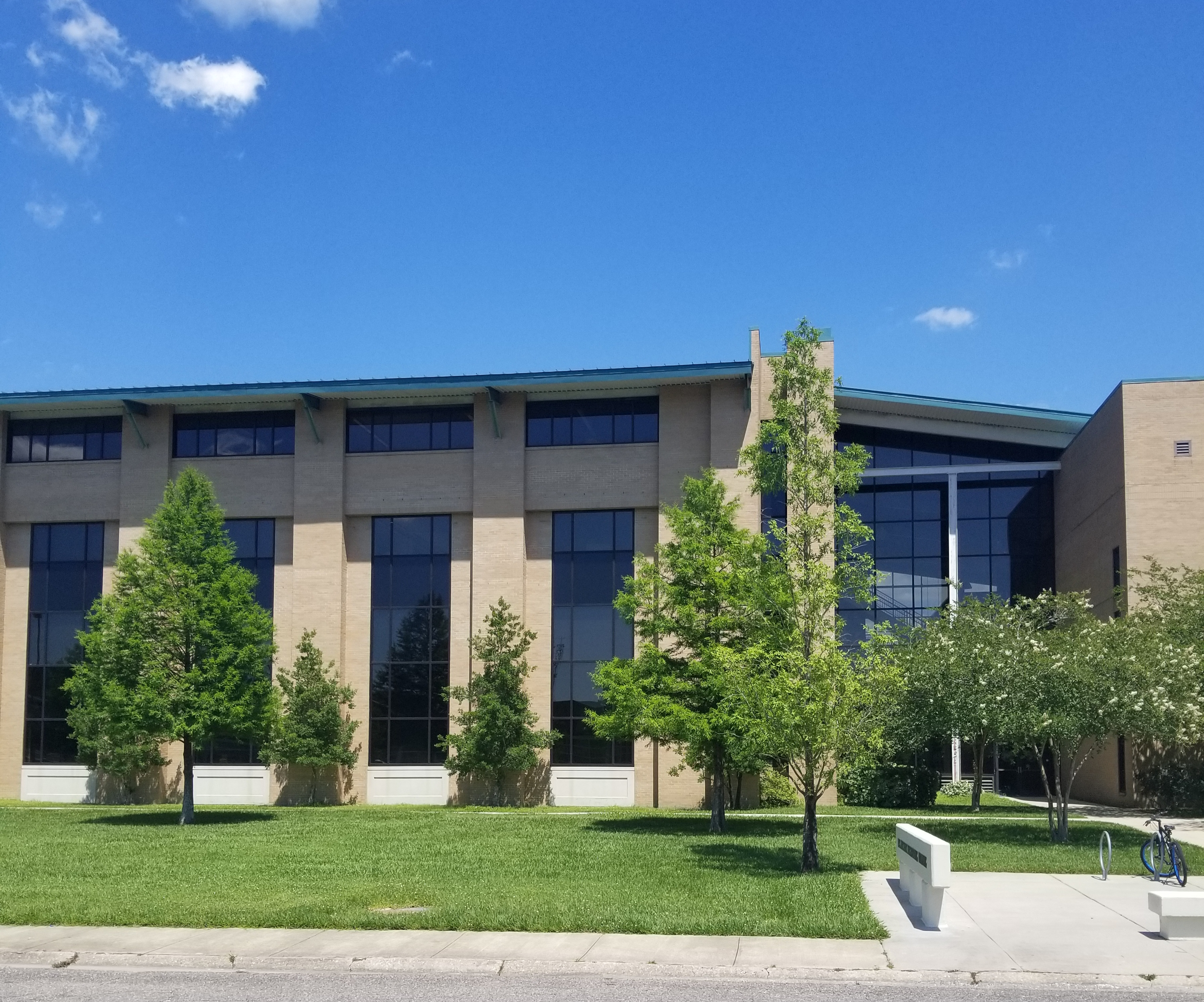

- رودني جي هيغينز هول للعلوم الاجتماعية
- قاعة أوغسطس س. بلانكس للتربية الخاصة وعلم النفس
- مركز صحة الطلاب بارانكو هيل
- قاعة لينوار
- مبنى كلية الهندسة
- كلية دولوريس سبايكس مع مرتبة الشرف
- كلية ت.ت. آليان للأعمال

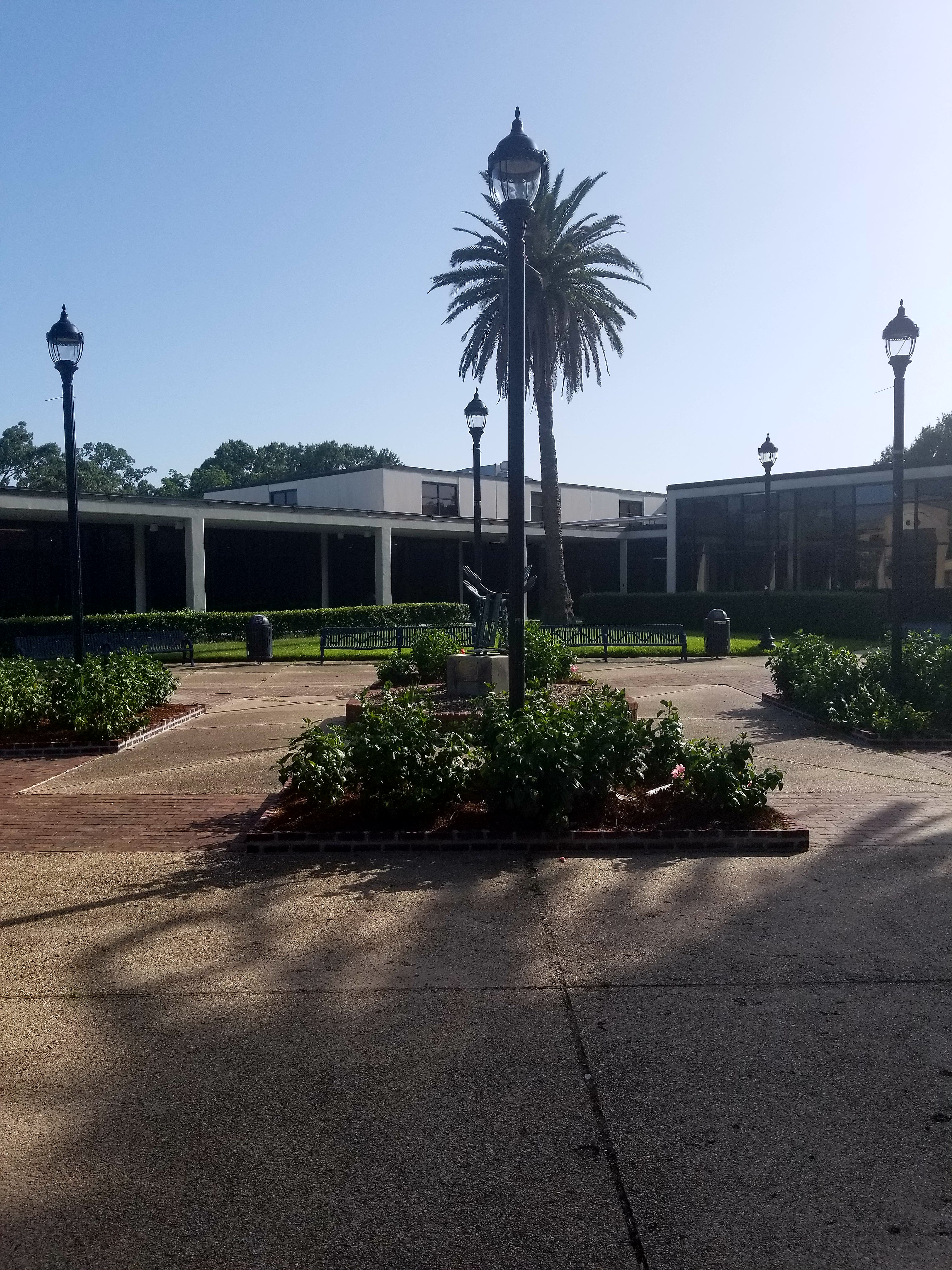
اتحاد سميث براون التذكاري

- اتحاد سميث براون التذكاري
- مبنى إدارة جوزيف ساموئيل كلارك
- قاعة طعام إن مايبيري
- قاعة الموسيقى
- إسحاق جريجس باند هول
- متحف الجامعة الجنوبية للفنون
- مركز نشاط إف جي كلارك
- ملعب آيس دبليو مومفورد
- مجمع هوراس دبليو مودي الرياضي الداخلي

يوجد بالجامعة الجنوبية ثماني قاعات سكن داخل الحرم الجامعي (4 ذكور فقط، و2 إناث فقط، و2 مختلط).
اتحاد سميث براون التذكاري، وهو مبنى متعدد الأغراض تبلغ مساحته 66200 قدم مربع ويعمل كمركز رئيسي للأنشطة اللامنهجية. يضم الاتحاد الذي تم تجديده مؤخرًا ستة صالات طعام مع منافذ طعام شهيرة؛ محلات الحلاقة والتجميل. غرف التلفزيون 12 ممر بولينج غرفة ألعاب للبلياردو وألعاب الفيديو والألعاب الهادئة؛ معرض فني؛ غرفة تصفح قاعة رقص وغرف اجتماعات؛ ومكتب بريد أمريكي. يضم المبنى أيضًا مكاتب للمنظمات الطلابية.
مكتبة جون ب. كيد تحتوي المكتبة على أكثر من مليون مجلد، وما يقرب من 2000 اشتراك في المجلات، و600000 صورة مصغرة و1800 تسجيل.
يحتوي مركز نشاط فيلتون كلارك على أماكن إقامة للمسرح والأحداث الرياضية والمؤتمرات والدعوات والأنشطة الترفيهية. يضم المبنى القسم الرياضي.
يحتوي مبنى إدارة جوزيف ساموئيل كلارك على مكاتب مجلس المشرفين بالجامعة الجنوبية، وضباط نظام الجامعة الجنوبية، ورئيس-مستشار الحرم الجامعي باتون روج، وغيرهم من المسؤولين الإداريين بالحرم الجامعي.
تحتوي قاعة الطعام على غرف مخصصة لتناول الطعام للطلاب. تقع كافتيريا دن في مجمع فريشمان (بالإنجليزية: Freshman)‏.

## التركيبة السكانية للطلاب
اعتبارًا من خريف 2015، كان 65% من الطلاب من الإناث و35% من الذكور. 85% من الطلاب كانوا من لويزيانا. الشرق باتون روج الرعية، دائرة نيو أورليانز، ومقاطعة سانت لاندري كانت المراكز الثلاثة المغذية الرعايا. كانت الولايات الثلاث الأولى المغذية للطلاب خارج الولاية تكساس (244 طالبًا) وكاليفورنيا (71 طالبًا) وجورجيا (65 طالبًا). كان هناك 199 طالبًا من دولة أجنبية. تم تحديد ما يقرب من 90% من طلاب الجامعة على أنهم سود و10% منهم غير سود.

## ألعاب القوى

شعار الجامعة الجنوبية لألعاب القوى

تمثل الجاكوار الجنوبية وليدي جاغوار الجامعة في ألعاب القوى بين الكليات التابعة للرابطة الوطنية لرياضة الجامعات. تشارك الفرق الرياضية الجنوبية في القسم الأول لكرة القدم في المؤتمر الرياضي الجنوبي الغربي (SWAC). لأكثر من 20 عامًا، قدمت هيئة الإذاعة الوطنية تغطية حية لمباراة كرة القدم في الجامعة، وهي مباراة سنوية تُقام بين الجامعة الجنوبية وجامعة ولاية جرامبلينج، تُسمّى بايو كلاسيك (بالإنجليزية: Bayou Classic)‏.
وأبرز منافسي المؤتمر الرياضي الجنوبي الغربي هو ولاية جاكسون.

## الأنشطة الطلابية

### فرقة مسيرة الجامعة الجنوبية

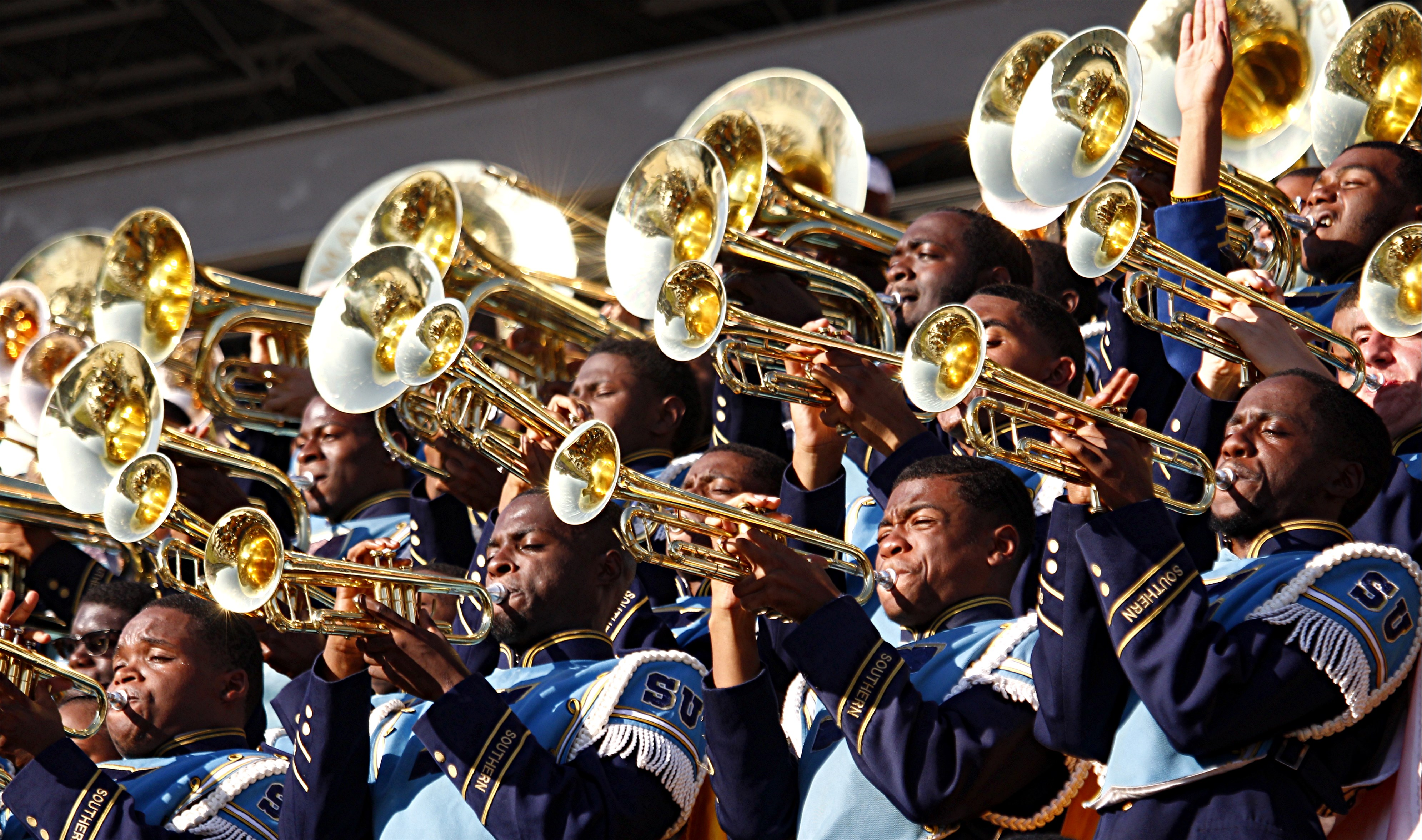
هيومان جوكبوكس

ظهرت الفرقة المسيرة للجامعة الجنوبية، والمعروفة باسم هيومان جوكبوكس، في العديد من الإعلانات التجارية التلفزيونية ومقاطع الفيديو الموسيقية ودُعيت للمشاركة في مهرجان روز باراد السنوي في باسادينا، كاليفورنيا، وحفلات التنصيب الرئاسي وستة عروض تقديمية لنصف الوقت في سوبر بول. كما ظهرت الفرقة في الفيديوهات الموسيقية لبعض الأغاني. في عام 2008، تم تسمية الفرقة «أفضل فرقة مسيرة»، وحصلت على «الفرقة الأولى في الأمة» من قبل يو إس إيه توداي. في عام 2014، احتلت الفرقة المرتبة الثانية ضمن أفضل الفرق في البلاد. تشتهر الفرقة بصوتها القوي والمسيطر في المدرجات، ودقتها، وإيقاف العرض، والتدريبات عالية الخطى، والمسلية في الميدان، وكونها الفرقة الموسيقية الوحيدة في الجامعات السود التي تتميز بطبل رئيسي واحد أثناء الأداء.

### وسائط
الصحيفة الأسبوعية التي ينتجها الطلاب هي الملخّص الجنوبي (بالإنجليزية: The Southern Digest)‏. تأسست الصحيفة الحائزة على جوائز في عام 1926 وتعمل تحت مكتب الجامعة الجنوبية للخدمات الإعلامية. ذابلوف (بالإنجليزية: The Bluff)‏ هي محطة إذاعية على الإنترنت يديرها الطلاب وتقدم مزيجًا من الأخبار والمقابلات والموسيقى.

### المنظمات الطلابية
هناك ما يقرب من 150 منظمة طلابية نشطة في الحرم الجامعي. تنتمي المنظمات إلى إحدى الفئات التالية: الأكاديميين، وجمعيات الشرف، ومتعددة الثقافات، واليونانيين، والسياسيين، والمهنيين، والدينيين، والخدمة، والاجتماعية، والاهتمام الخاص، والرياضة، وروح المدرسة.

## تراث لاكومبا

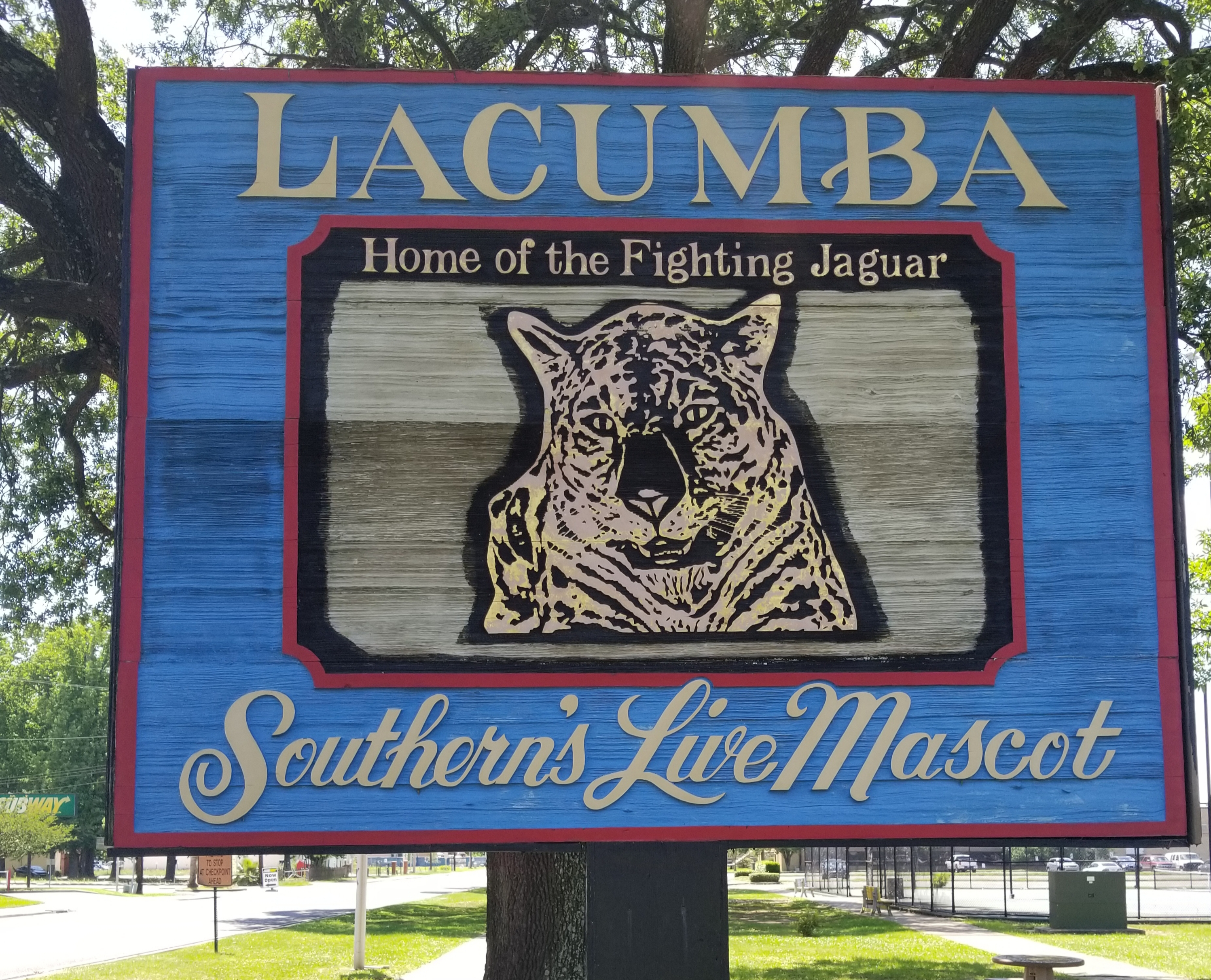
هذه العلامة باقية بالقرب من منزل الحرم الجامعي في لاكومبا

كانت الجامعة الجنوبية هي أول جامعة سوداء تضم تعويذة حية في الحرم الجامعي. هنري جي بيلير، خريج ورئيس الفصل الأول لعام 1961، والخريجة هيلين ويليامز قدموا طفل جاكوار كهدية للجامعة. سمي جاكوار لاكومبا (بمعنى «قلب إفريقيا») وولد في 26 مايو 1971. في عام 1991، تقاعد لاكومبا في حديقة حيوان أكاديانا في بروسارد، لوس أنجلوس وتم استبداله بـ لاكومبا الثاني. وُلد لاكومبا الثاني في 12 مايو 1991، ولدت نسل اثنين من النمور السوداء النادرة على أمل إنتاج جاكوار أسود. ومع ذلك، ولد لاكومبا الثاني البني. توفي لاكومبا الثاني لأسباب طبيعية عن عمر يناهز 15 عامًا في ديسمبر 2004 وكان آخر جاكوار يعيش في الحرم الجامعي. قام المدافعون عن حقوق الحيوان بإثناء الجامعة عن شراء جاكوار جديد. يظل قلم جاكوار أمام ملعب ممفورد لكرة القدم. يعيش إرث لاكومبا من خلال التميمة المعبأة في المدرسة من جاكوار ومقهى لاكومبا في الحرم الجامعي.

## مشاهير

### الأساتذة
- بليدين جاكسون، أستاذ اللغة الإنجليزية من 1954 إلى 1956، وعميد كلية الدراسات العليا.[33]
- جويل بريستيج، عميد كلية السياسة العامة والشؤون الحضرية.
- المهندس مورجان واتسون.

## روابط خارجية
- الموقع الرسمي